# Hlín

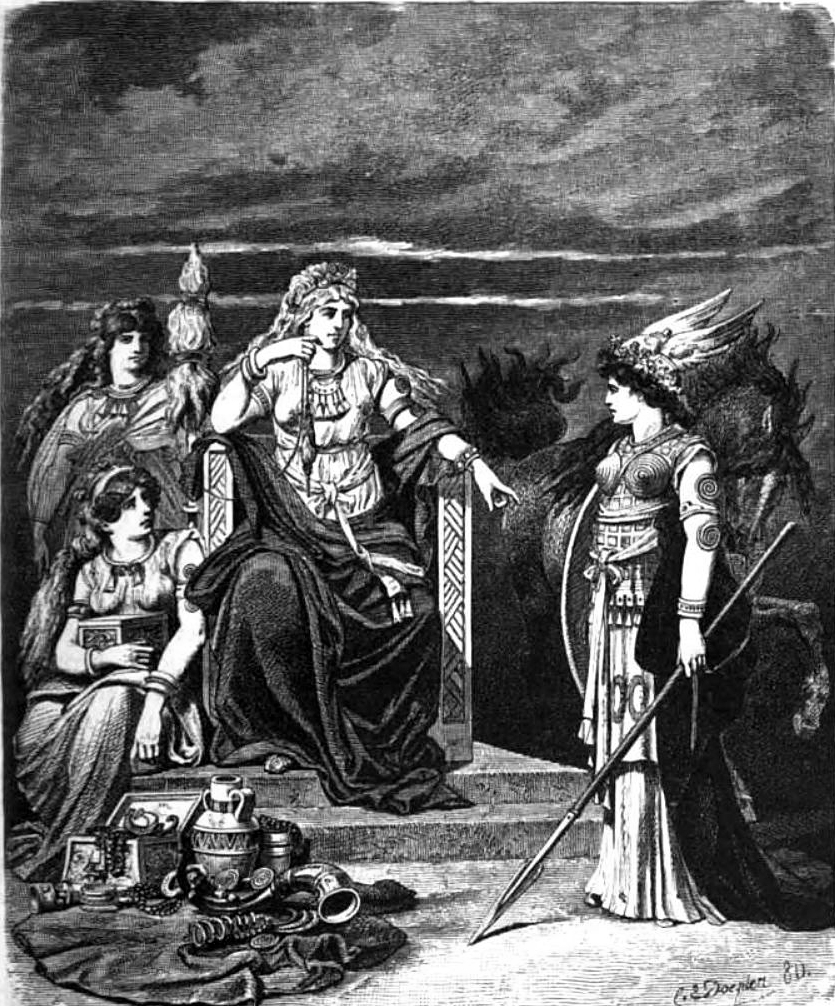
"Frigg i les seves criades" (1882) de Carl Emil Doepler.

En la mitologia escandinava, Hlín (en nòrdic antic "protectora"), també anomenada, especialment en poesia rímur, Lín, és una deessa associada a la deessa Frigg. Hlín apareix en un poema de l'Edda poètica, compilada al segle xiii de fonts més antigues, a l'Edda en prosa, escrita al segle xiii per Snorri Sturluson, i a kennings de la poesia skàldica. Hi ha teories que apunten que Hlín pot ser un altre nom de Frigg.

## Aparicions als mites
Al poema Völuspá de l'Edda poètica, Hlín és esmentada quan es prediu la mort d'Odin durant la gran batalla que tindrà lloc al Ragnarök:

Aleshores pateix Hlín
un altre gran dolor
quan Odin marxa
a lluitar amb el llop
i el radiant assassí
de Beli, Surtr.
Traducció lliure al català feta a partir de la traducció al castellà d'Enrique Bernárdez

Al capítol 35 del llibre Gylfaginning de l'Edda en prosa, Hlín és esmentada en dotzena posició dins una enumeració de setze deesses. Hár diu a Gangleri (el qual és, de fet, el rei Gylfi d'incògnit) que Hlín "vigila els homes que Frigg vol salvar d'algun perill". Hár també afegeix que d'aquí ve que qui es guarda o se salva s'anomeni hleinar en nòrdic antic. Al capítol 51, se cita el fragment del Völuspá ja esmentat. Al capítol 75 del llibre Skáldskaparmál de l'Edda en prosa, Hlín apareix en una llista de 27 noms d'ásynjur.
A la poesia skàldica el nom de Hlín és freqüent en kennings per a referir-se a dona. Alguns exemples són Hlín hringa ("Hlín d'anells"), Hlín goðvefjar ("Hlín de vellut") i arm-Hlín ("Hlín-braç"). El nom ja es fa servir freqüentment d'aquesta manera pel poeta del segle x Kormákr Ögmundarson i es mantingué com a tal durant els segles següents a la poesia skàldica i fou emprat per poetes com Þórðr Kolbeinsson, Gizurr Þorvaldsson i Einarr Gilsson. El nom també s'emprà freqüentment en kennings per a referir-se a dona en poesia rímur, on sovint apareix com a Lín.
En un vers de la saga d'Hávarðar Ísfirðings, apareix la frase á Hlín fallinn ("caigut a sobre de Hlín"). Alguns editors corregeixen la frase mentre d'altres prenen Hlín com a referència a la terra.

## Teories
Andy Orchard diu que al Völuspá, sembla que Hlín és simplement un altre nom de Frigg i afegeix que "les nombroses aparicions del nom a la poesia skáldica en perífrasis poètiques o kenning per a referir-se a dona no ajuden a dissipar els dubtes." Rudolf Simek coincideix en el fet que Hlín sembla un altre nom de Frigg al Völuspá i que en la poesia skàldica Hlín és una figura mitològica ben coneguda al segle x. Simek exposa que Hlín és molt probablement un altre nom de la deessa Frigg i que Snorri "errà en prendre-la com una deessa per dret propi en la seva lectura de l'estrofa del Völuspá."
No obstant això, en la mateixa obra Rudolf Simek també diu que les deesses Sága, Hlín, Sjöfn, Snotra, Vár i Vör haurien de ser considerades com a figures vagament definides que "haurien de ser considerades com a deesses protectores" que totes són responsables "d'àrees específiques de l'esfera privada i que, tot i així, es van fer diferències clares entre elles per la qual cosa són, en molts aspectes, similars a les matronae" John Lindow observa que si Hlín és, en efecte, Frigg, aleshores això significa que l'"altre gran dolor" que esmenta el Völuspá és la mort d'Odin, i el primer és la mort de Baldr.